# Rune Johansson (författare)
Rune Johansson, född 26 februari 1915 i Hökhuvuds församling, Stockholms län, död 1983 var en svensk författare och journalist.

## Biografi
Johansson var från 1949 mångårig medarbetare i Dagens Nyheter under signaturen Joson. Han har särskilt vunnit respekt för reportage om fångar och fångvård och har även skrivit t. ex. pikareskromanen Tvenne hamnar (1965) och novellsamlingen Outrannsakliga vägar (1969).